# Межевикин, Евгений Николаевич
Евгений Николаевич Межевикин (укр. Євген Миколайович Межевікін; род. 21 мая 1982) — украинский военный, танкист, полковник Вооруженных сил Украины, заместитель командира 1-й отдельной танковой бригады. Герой Украины (2015). Участник вооружённого конфликта на востоке Украины, за время которого прошёл путь от командира роты до заместителя командира бригады.

## Награды
- Звание Герой Украины с вручением ордена «Золотая Звезда» (14 октября 2015) — «за личное мужество и героизм, проявленные в защите государственного суверенитета и территориальной целостности Украинского государства, верность военной присяге»[1][2];
- Орден Богдана Хмельницкого I степени (11 апреля 2022) — за личное мужество и самоотверженные действия, проявленные в защите государственного суверенитета и территориальной целостности Украины, верность военной присяге[3];
- Орден Богдана Хмельницкого II степени (4 декабря 2014) — «за личное мужество и героизм, проявленные в защите государственного суверенитета и территориальной целостности Украины, верность военной присяге, высокий профессионализм и по случаю Дня Вооруженных Сил Украины»[4];
- Орден Богдана Хмельницкого III степени (21 октября 2014) — «за личное мужество и героизм, проявленные в защите государственного суверенитета и территориальной целостности Украины, верность военной присяге»[5];
- Награды Министерства обороны Украины — медали «15 лет Вооруженным Силам Украины», «15 лет добросовестной службы», «За безупречную службу» III степени[6];
- Нагрудный знак начальника Генерального штаба "Слава и честь» (сентябрь 2015)[7].;
- Негосударственные награды — орден «Народный Герой Украины» (4 июня 2015)[2] и нагрудный знак «За оборону Донецкого аэропорта»[6].